# Dawid Urban
Dawid Urban (ur. 20 lipca 1983 w Ostrzeszowie) – polski przedsiębiorca, inwestor i anioł biznesu, absolwent Wyższej Szkoły Bankowej w Poznaniu, członek YPO (Young Presidents Organization), sieci dyrektorów generalnych skupiającej 27 000 członków w ponad 130 krajach. Prywatnie żonaty, ma dwójkę dzieci.

## Działalność
Współzałożyciel i prezes grupy CHIC w latach 2007–2016, która stworzyła największą w Europie sieć dystrybucji papierosów elektronicznych e-Smoking World. W 2016 roku grupa została pozyskana przez międzynarodowy koncern British American Tobacco (BAT). 4 września 2017 roku zakończył współpracę menedżerską z koncernem BAT, żeby skupić się na własnych inwestycjach. W 2023 roku powrócił do branży nikotynowej a jego spółka - Luna Corporate rozwija kategorie e-papierosów, woreczków nikotynowych i energetycznych na globalnych rynkach.
W latach 2017–2023 inwestował w firmy i start-up’y, m.in. z branży wirtualnej rzeczywistości czy sztucznej inteligencji. Obecnie jest właścicielem lub współwłaścicielem kilkunastu firm, w tym znanych marek odzieżowych m.in. Sugarfree i Cardio Bunny (dostępne w 14 krajach w sieci Pepco) oraz Local Heroes. Największy prywatny akcjonariusz 3R Games S.A. – spółki z segmentu VR gaming, notowanej na głównym parkiecie GPW.
W jego portfelu inwestycyjnym znajdują się także m.in.: biotechnologiczny start-up Biocam, który łączy badania endoskopowe ze sztuczną inteligencją, SeniorApp - ogólnopolska platforma stworzona dla wszystkich osób potrzebujących pomocy oraz ich rodzin, poszukujących wsparcia w opiece i sprawach życia codziennego.

## Nagrody i wyróżnienia
- Finalista 11. edycji Ernst & Young Entrepreneur Of The Year – Przedsiębiorca Roku 2013[3]
- Laureat „Diamentów Inwestycji” w  kategorii „Anioł biznesu roku” IX. edycji Investment Forum & Awards Gala 2018[4]